# NGC 1500
NGC 1500 je galaksija u zviježđu {{{const_cat}}}.

## Vanjske poveznice
- SEDS: NGC 1500

[[Kategorija:Galaksije u {{{const cat}}}|NGC 1500]]